# Nassinia aurantiaca
Nassinia aurantiaca là một loài bướm đêm trong họ Geometridae.